# Rekovac
Rekovac (srbskou cyrilicí Рековац) je město a správní středisko stejnojmenné opštiny v Srbsku v Pomoravském okruhu. Nachází se u břehu potoka Dulenka (přítok řeky Lugomir), mezi pohořími Gledić a Juhor (historické území Levač), asi 21 km jihozápadně od města Jagodina, 23 km jihovýchodně od města Kragujevac, 44 km severozápadně od města Kruševac a asi 134 km jihovýchodně od Bělehradu. V roce 2011 žilo v Rekovaci 1 587 obyvatel, v celé opštině pak 10 971 obyvatel, z nichž naprostou většinu (95,95 %) tvoří Srbové, ale výraznou národnostní menšinu (2,59 % obyvatelstva) též tvoří Romové. Rozloha opštiny je 366 km².
Kromě města Rekovac k opštině patří dalších 31 sídel; Bare, Belušić, Beočić, Bogalinac, Brajnovac, Cikot, Dobroselica, Dragovo, Kalenićki Prnjavor, Kaludra, Kavadar, Komarane, Lepojević, Loćika, Lomnica, Maleševo, Motrić, Nadrlje, Oparić, Prevešt, Rabenovac, Ratković, Sekurič, Sibnica, Siljevica, Šljivica, Tečić, Ursule, Velika Kruševica, Vukmanovac a Županjevac.
Většina obyvatel se zabývá vyučováním ve školách, dále pak maloobchodem, velkoobchodem, opravami, prací ve zdravotnických zařízeních a zpracovatelským průmyslem.